# Холмок (зупинний пункт)
Холмо́к — пасажирський залізничний зупинний пункт Ужгородської дирекції Львівської залізниці.
Розташований у селі Холмок, Ужгородський район Закарпатської області на лінії Самбір — Чоп між станціями Ужгород (6 км) та Струмківка (6 км).
Станом на серпень 2019 року щодня п'ять пар електропотягів прямують за напрямком Сянки — Мукачево.